# Pitekunsaurus macayai
Pitekunsaurus macayai  es la única especie conocida del género extinto  Pitekunsaurus  (arn. “lagarto denunciado”) es un género representado por una única especie de dinosaurio saurópodo titanosáurido, que vivió a finales del período Cretácico, hace aproximadamente entre 83 a 70 millones de años, en el Campaniense de Sudamérica. Sus restos se encontraron en niveles fangolíticos asignados a la Formación Anacleto, en la Patagonia Argentina, en Rincón de los Sauces Provincia del Neuquén. La especie tipo es P. macayai. El nombre genérico proviene del mapudungun pitekun, que significa "denunciar", y el epíteto de la especie por el descubridor, el explorador petrolero Luis Macaya, que descubrió el fósil en abril de 2004.
En 2003 se descubrió en el mismo sitio el Rinconsaurus, con el que comparte características de las vértebras caudales, donde presentan dos tipos de articulaciones, la craneal es anficoelia y la caudal biconvexa, por lo que podrían pertenecer al mismo grupo de titanosáuridos. Ambos vivieron en una región de clima templado en el que se alternaban periodos húmedos y secos. El espécimen, conservado en el Museo Municipal "Argentino Urquiza", está representado por el holotipo, MAU-Pv-AG-446/5, basicráneo y frontal izquierdo, un diente, cuatro vértebras cervicales, tres dorsales, cuatro caudales, cúbito derecho y omóplato, el extremo proximal del fémur izquierdo, fragmentos de la costilla y otros restos indeterminados.
Pitekunsaurus parece ser un género de aeolosáurido, más estrechamente relacionado con los géneros Gondwanatitan y Aeolosaurus. Su cráneo se parece mucho al del aeolosaurid Muyelensaurus , así como a los titanosaurios incertae sedis Vahiny y Jainosaurus. No se puede comparar con Aeolosaurus y Gondwanatitan, más estrechamente relacionados, en este sentido, ya que ninguno de los dos géneros se conoce por el material craneal.